# Hälleforsnäs bruks herrgård
Hälleforsnäs bruks herrgård (även kallad Stora Huset) är en kulturhistoriskt värdefull byggnad vid Styckgjutarvägen 3 C på Hälleforsnäs bruk i Hälleforsnäs, Södermanland. Byggnaden härrör från 1750-talet och är sedan 1992 lagskyddad som byggnadsminne tillsammans med ett uthus och en lekstuga på samma tomt.

## Historik

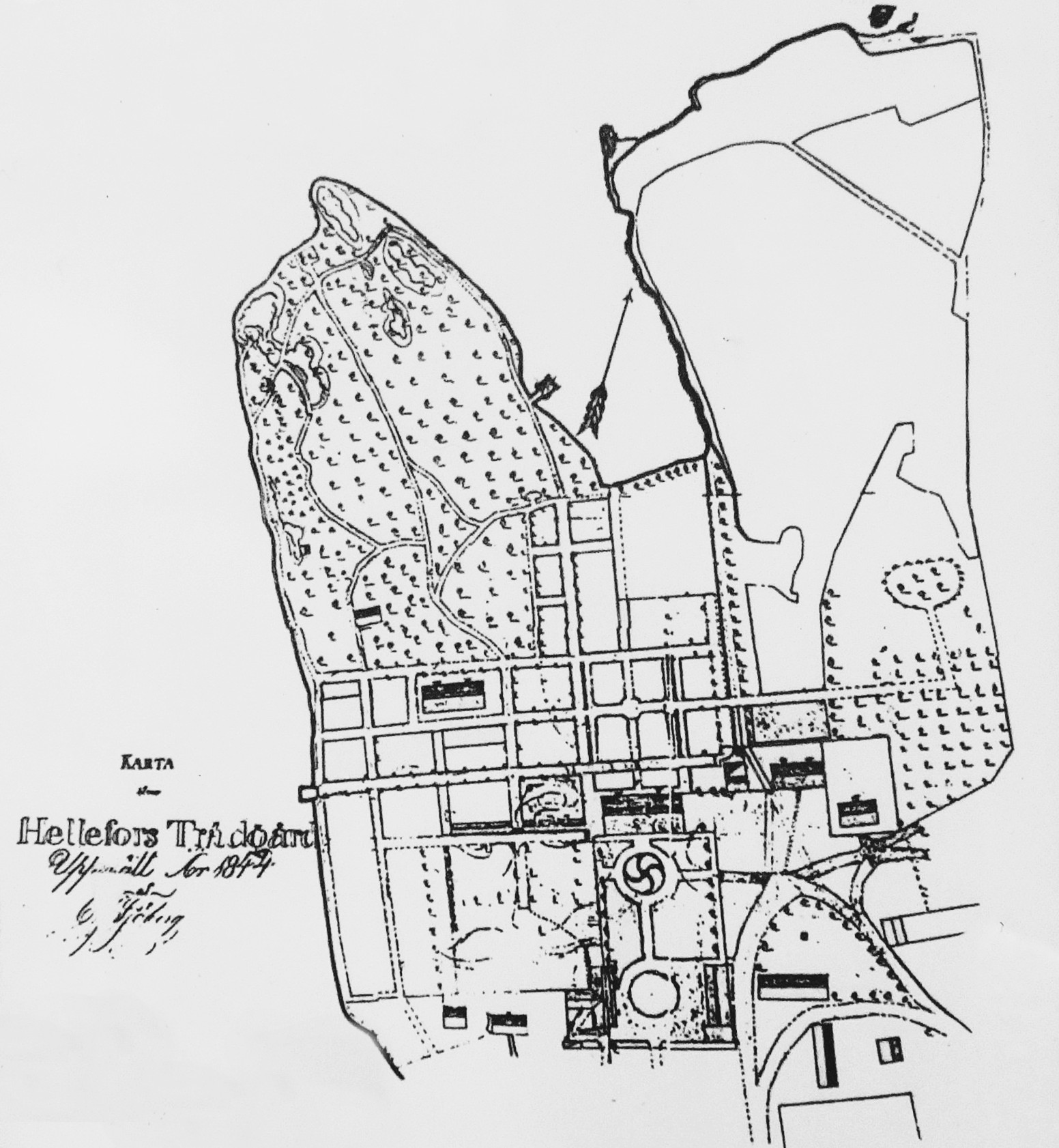
Trädgården och Engelska parken 1844.

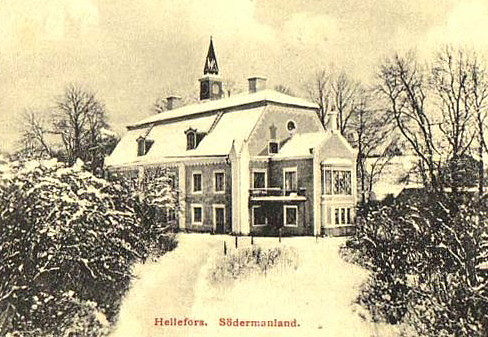
Stora Huset på ett vykort från före 1911, fortfarande med klocktorn på taket.

Den första ritningen som finns för brukets corps de logi, sedermera kallat ”Stora Huset”, härstammar från en karta från år 1716. Då syns bruksgården som en tvåvåningsbyggnad med fem fönsteraxlar på fasaden vilket var ett kännemärke för att huset kunde gå under benämningen ”herrgård”. Dock lär dagens hus härstamma från 1754 och ha uppförts på uppdrag av Hedvig Lucia Leijel, född Lohe (1719–1763), brukets ägarinna. Huset hade då rödfärgade timmerväggar under spåntäckt tak.
Under brukets Celsingska era fick byggnaden sitt nuvarande utseende. Lars Gustaf von Celsing, kallad ”Lasse Celsing”, anlitade den då välkände arkitekten Johan Fredrik Åbom för att klä Hedvig Lucia Leijels trähus i tegel. Ombyggnaden genomfördes åren 1842–1844 och herrgården fick nya fasader i nygotisk stil med spetsiga fönsterbågar och entréport. Åboms ombyggnad innebar att fasaderna kläddes med tegel i halvstens storlek, putsades och sedan avfärgades i gulrött och beige, vilket skulle efterlikna olika sandstenskulörer. En tvåvånings tillbyggnad uppfördes vid västra gaveln och en envånings vid den östra. Byggnadens nygotiska yttre anses ha varit tidig för sin tid.
I samband med Åboms ombyggnad förvandlades Stora Huset till lyxbostad. Marken där gården låg bestod av ett sankt myrområde men fylldes igen med slaggprodukter från bruket och matjord. I trädgården anlades gräsmattor och exotiska träd, och sällsynta växter planterades. I anslutning till gården uppfördes även ett orangeri, växthus och en stor köksträdgård. Norr därom på en halvö i Bruksdammen tillkom brukets engelska park. Mitt i industrisamhället hade nu bredvid Bruksdammen en idyll växt upp. 
Vidare ombyggnader genomfördes 1871. När fideikommisset 1905 upplöstes flyttades en stor del av inventarierna ut, bland annat den stora boksamlingen, till gårdarna Biby och Fjällskäfte som båda ägdes av släkten von Celsing. Nästa stora ombyggnad kom 1911 och avsåg i huvudsak en interiör förändring som ritades av arkitekten Ivar Tengbom. Vid ombyggnaden ändrades planlösningen så att de mera representativa rummen flyttades och fick utsikt mot sjön Bruksdammen och mot parken. Då skapades även den vackra hallen som sträcker sig över två våningar i husets mitt. Exteriöra förändringar innebar att klocktornet på taket (tillkommet under Celsing) revs, vidare upptogs tre franska fönster och fasaderna avfärgades i gult och vitt.

## Stora Husets vidare öden
När AB Järnförädling tog över bruket 1920 blev Stora Huset bostad åt verkställande direktören. Fram till 1979 beboddes huset av bruksdisponenter, sedan stod det tomt i några år och var rivningshotat. 1985 förvärvades fastigheten av missbruksvårdsinstitutionen Daytop som stannade till 1987. Därefter köptes Stora Huset av två privatpersoner. Sedan dess är det privatbostad. 2013 var huset till salu för 5,5 miljoner kronor. Då omfattade fastigheten 25 rum fördelade på 950 m² och en tomt med 5 943 m².

## Bilder

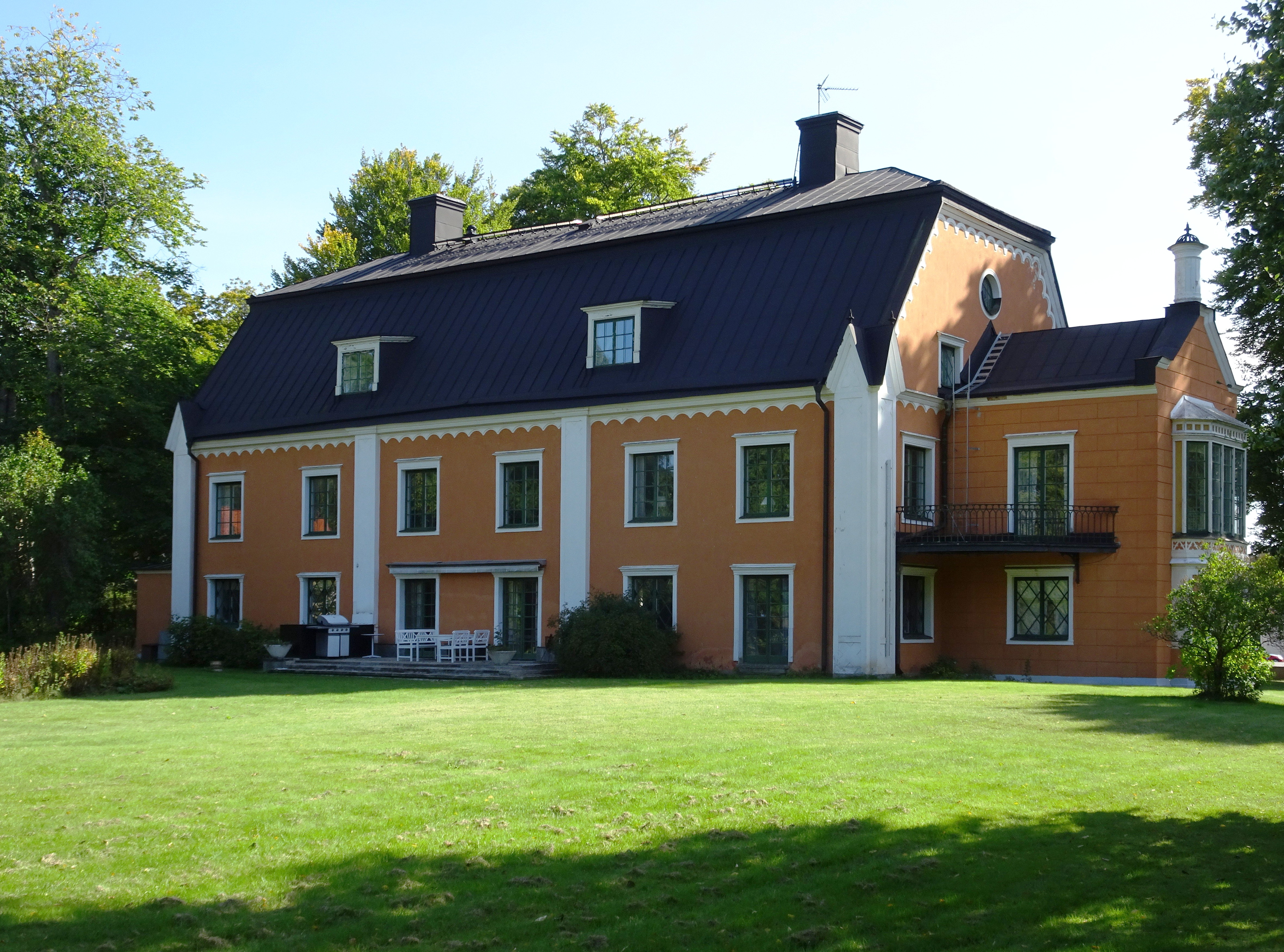
Fasad mot norr.
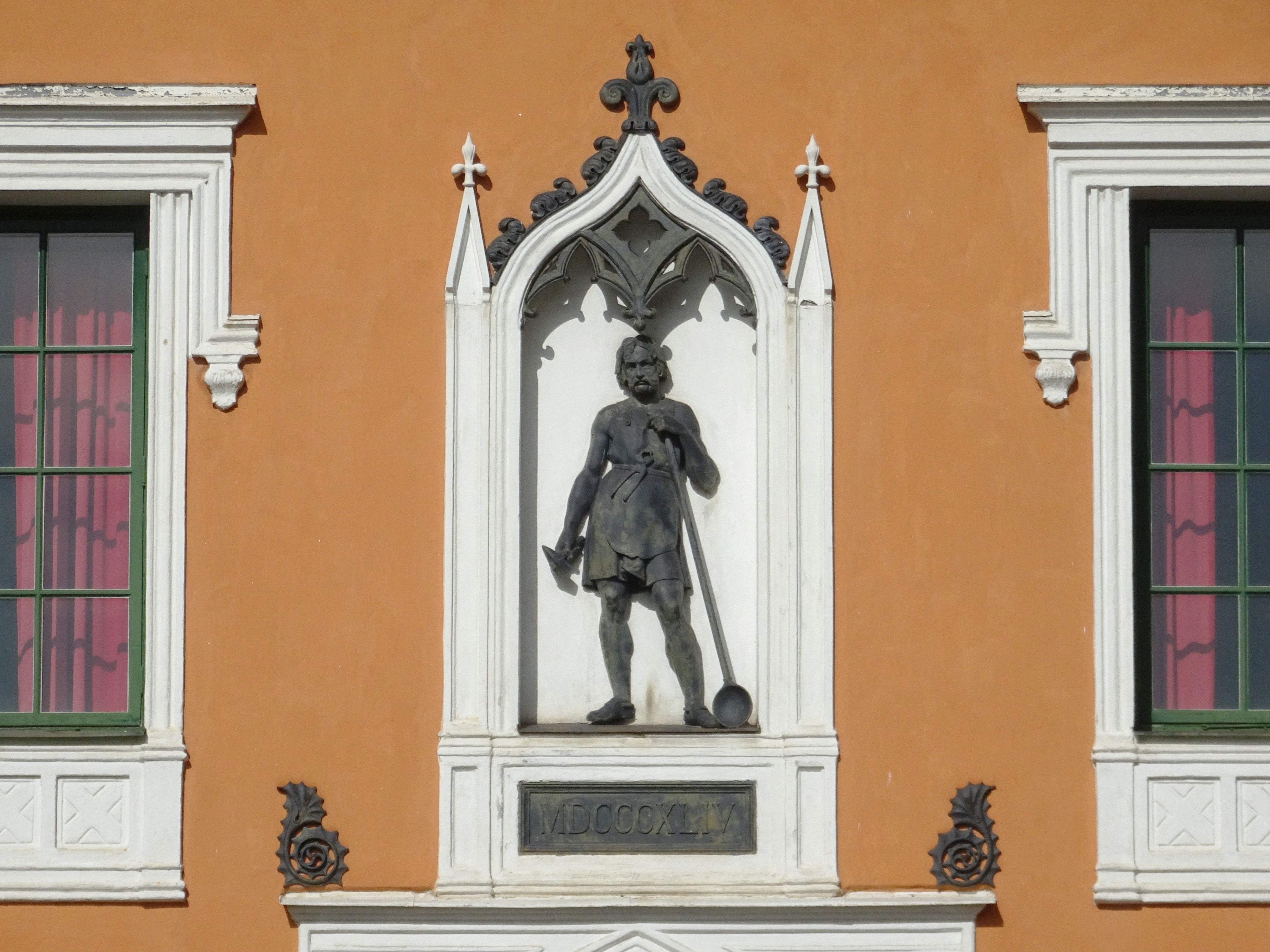
Fasaddetalj (MDCCCXLIV = 1844)
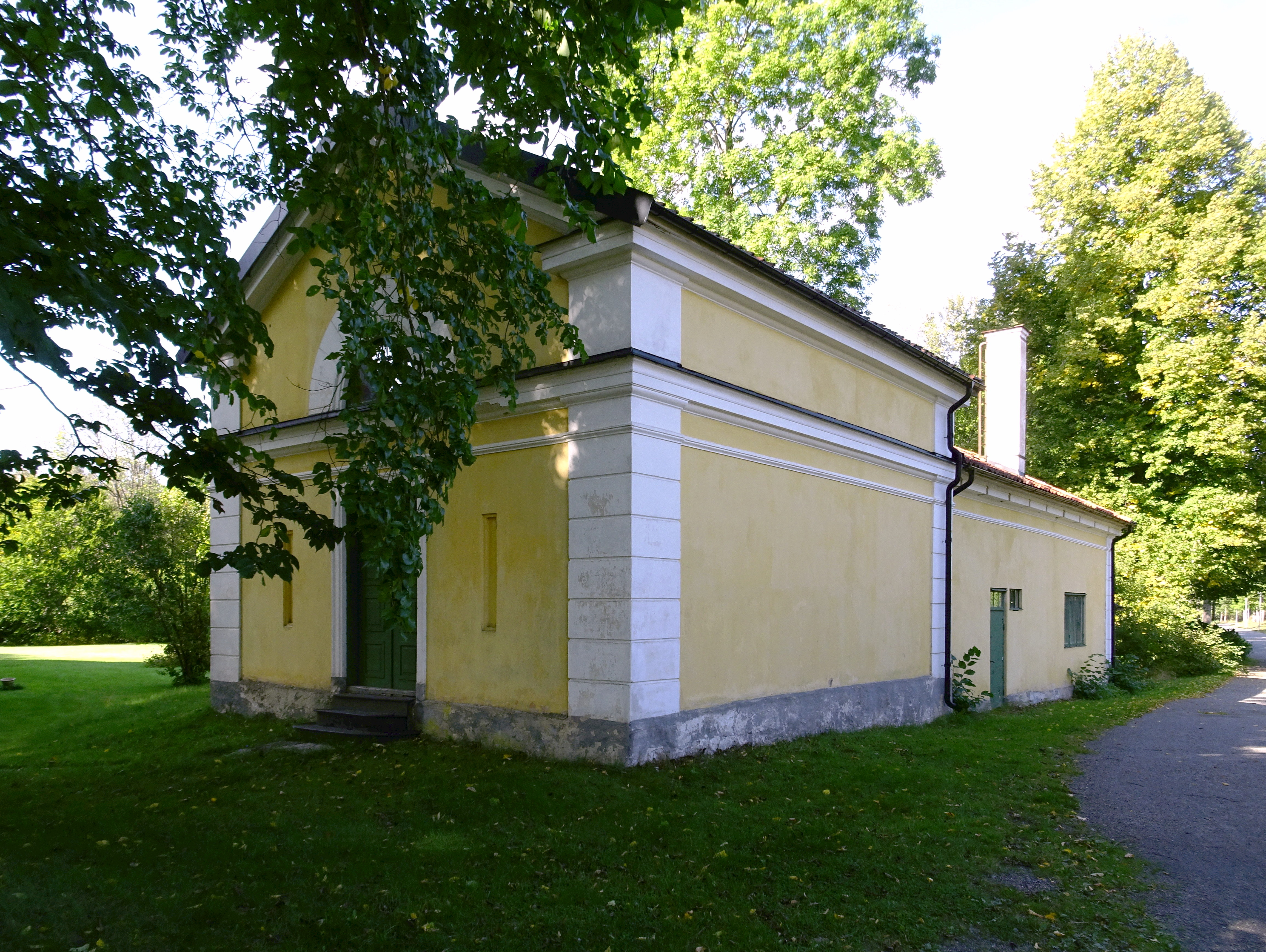
Östra flygeln.
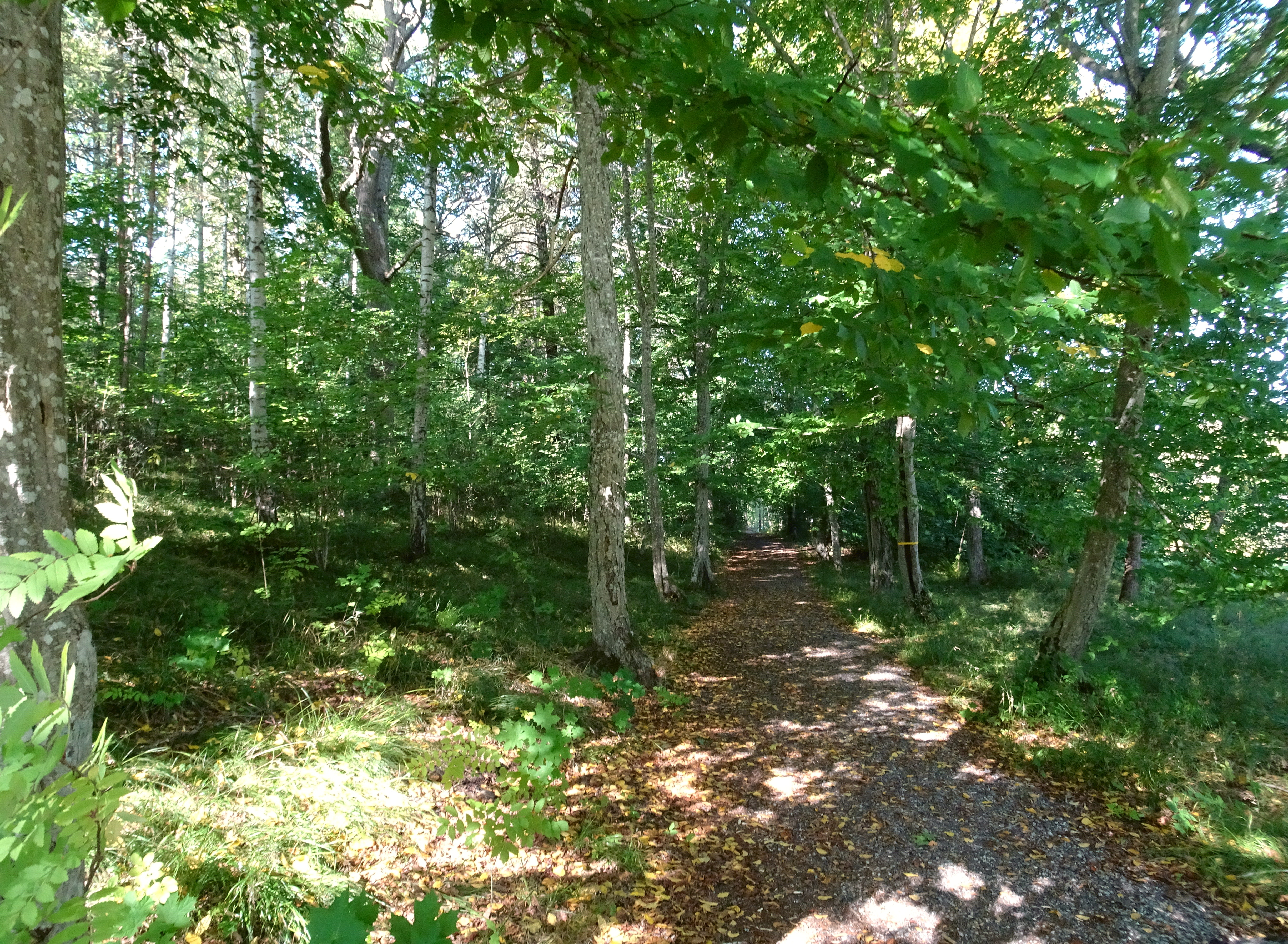
Engelska parken.